# Flugunfall bei Jenkinsburg
Der Flugunfall bei Jenkinsburg ereignete sich am 29. September 1985. An diesem Tag stürzte eine mit Fallschirmspringern vollbesetzte Maschine vom Typ Cessna 208 Caravan nach dem Start vom Flugplatz Jenkinsburg im US-Bundesstaat Georgia aufgrund eines Triebwerksausfalls ab, wobei alle 17 Insassen an Bord starben. Es handelte sich um den ersten bekannten Zwischenfall einer Cessna mit Todesopfern. Mit Stand Mai 2020 ist es der Unfall einer Cessna 208 mit den meisten Todesopfern.

## Flugzeug
Bei der Maschine handelte es sich um eine 1985 gebaute Cessna 208 Caravan mit der Werknummer 20800017, die am 17. Juni 1985 mit dem Luftfahrzeugkennzeichen N551CC auf die in Atlanta ansässige Air Carriers Express Sevices Inc. zugelassen war. Das einmotorige Zubringerflugzeug war mit einem Turboproptriebwerk des Typs Pratt & Whitney Canada PT6A-60A ausgestattet, das mit einem dreiblättrigen, verstellbaren Hartzell-Propeller bestückt war. Die Cessna hatte einen Neupreis von 700.000 US-Dollar. Die Maschine hatte eine Kapazität für bis zu 18 Fallschirmspringer. Bis zum Zeitpunkt des Unfalls hatte die Cessna eine Gesamtbetriebsleistung von 350 Betriebsstunden absolviert.

## Insassen
An Bord der Maschine befanden sich ein Pilot und 16 Fallschirmspringer.

## Unfallhergang
Die Maschine startete in Jenkinsburg zu einem Fallschirmsprungflug. In einer Höhe von 300 Fuß fiel die Leistung des Triebwerks ab und die Cessna rollte scharf nach links, geriet ins Trudeln mit stark nach unten ausgerichteter Flugzeugnase und stürzte zu Boden. Alle 17 Insassen der Maschine kamen dabei ums Leben.

## Nach dem Absturz
Nach dem Absturz der Maschine eilten Passanten zum Wrack der Maschine, fanden jedoch alle Insassen nur noch tot vor. Die Körper der Absturzopfer waren übereinandergestapelt und mussten zur Bergung von der Feuerwehr aus dem Wrack geschnitten werden.

## Ursache
Es stellte sich heraus, dass der Kraftstoff in den Tanks stark verunreinigt war. Er war mit Wasser versetzt und es befanden sich Fremdkörper darin, die aussahen wie Braunalgen. Im Kraftstoffregler wurde eine milchige Substanz gefunden, die sich in einer Laboruntersuchung als eine zu 65 Prozent aus Flugzeugtreibstoff und zu 34 Prozent aus Wasser bestehende Mischung herausstellte, die zudem Eisenverunreinigungen enthielt. In den Kraftstofffiltern befand sich ein dunkler, fadenförmiger Stoff. Das Flugzeug war aus 55-Gallonen-Fässern betankt worden, die verunreinigten Treibstoff enthielten. Die Fässer wurden aufrecht gelagert und Regenwasser konnte durch die Einfülldeckel eintreten.
An der Maschine wurden in der Vergangenheit im Betrieb wiederholt Kraftstoffverunreinigungen festgestellt. Dabei sei gelegentlich die Kontrollleuchte für die Kraftstoffumleitung aufgeleuchtet. Berichten zufolge war der Stromkreisunterbrecher der Überziehwarnanlage bei einigen Flügen deaktiviert worden, um die Fallschirmspringer nicht aufzuschrecken. Ob dies bei dem Unfallflug auch der Fall gewesen war, ließ sich nicht feststellen, da sich aufgrund des hohen Zerstörungsgrades die Position des Stromkreisunterbrechers vor dem Aufprall nicht mehr bestimmen ließ.
Das maximale Startgewicht der Maschine war um 168 kg überschritten und die Gewichtsverteilung war buglastig.
Alle Fallschirmspringer hatten ihre Fallschirme umgeschnallt.

## Verdacht der Sabotage
Im Laufe der Unfallermittlungen schaltete sich auch das FBI ein, da der Besitzer des Luftsportvereins, der in der Maschine ums Leben gekommen war, mit einem Fallschirmspringer befreundet gewesen war, der kurz zuvor ums Leben gekommen war, als der Auslösemechanismus seines Fallschirms versagte. Am Gurt des Fallschirmspringers waren 79 Pfund Kokain befestigt. Es wurde vermutet, dass die Maschine von Drogenschmugglern als Vergeltung für die verloren gegangene Lieferung sabotiert worden war, indem Zucker in die Tanks gegeben wurde. Die Untersuchung der Kraftstoffanlage ergab schließlich keine Spuren von Zucker und das FBI räumte eineinhalb Monate nach dem Unfall den Sabotageverdacht aus. Die Unfallermittler kamen zu dem Schluss, dass der Treibstoff zwar mit großen Mengen an Wasser versetzt war, äußerten aber, dass das Wasser dem Treibstoff höchstwahrscheinlich nicht mit Absicht zugeführt wurde.